# Kitschendorf

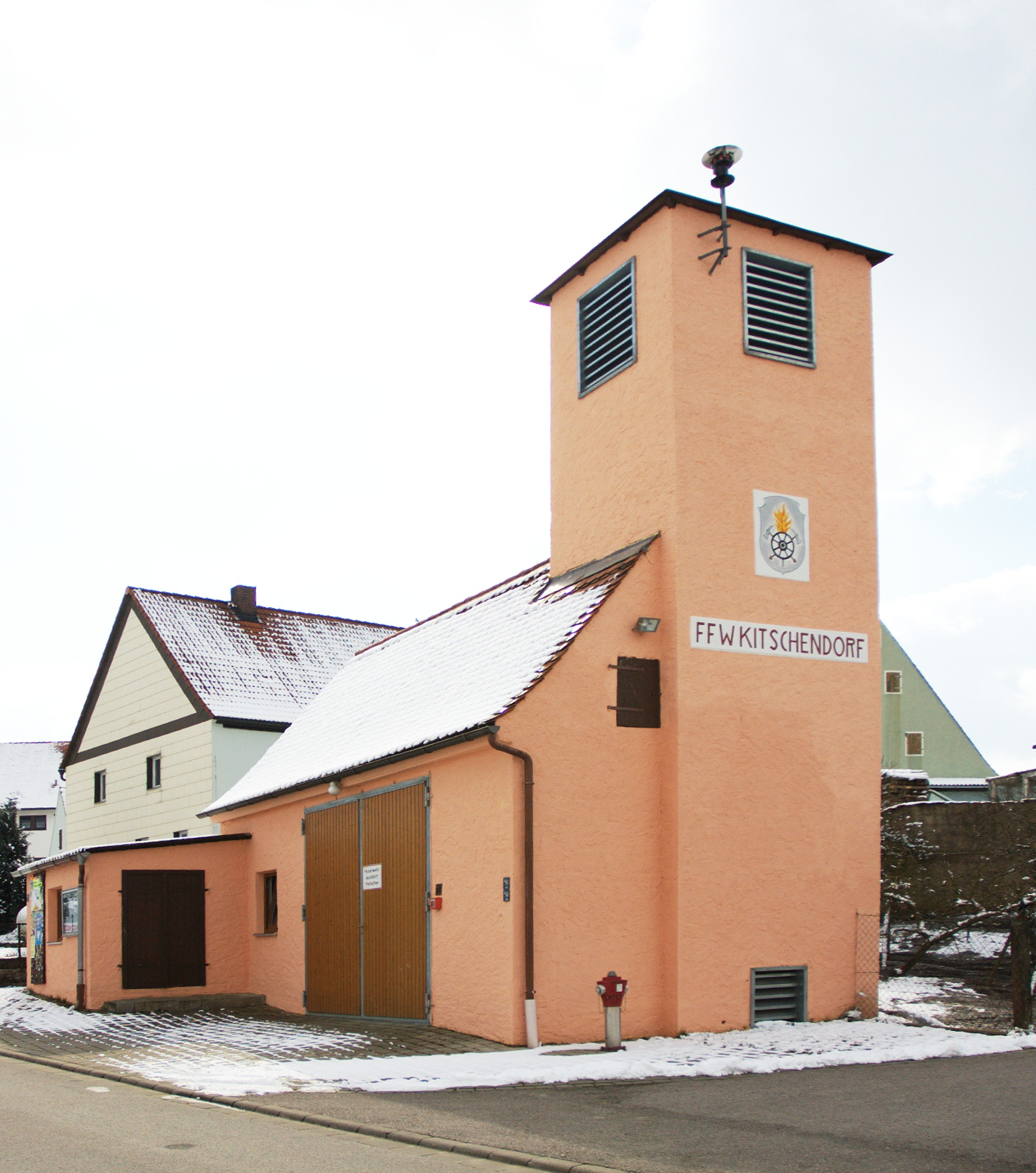
Feuerwehrhaus

Kitschendorf (fränkisch: Kitscha-dorf) ist ein Gemeindeteil der Stadt Windsbach im Landkreis Ansbach (Mittelfranken, Bayern). Kitschendorf liegt in der Gemarkung Bertholdsdorf.

## Geografie
Das Dorf liegt am Lanzenbach, einem linken Zufluss der Aurach; der Bach entspringt etwa einen Kilometer nördlich im Weihergraben. 1,5 km nordöstlich liegt der Hohbuck (452 m ü. NHN). Nordwestlich liegen die Kohlgrubhölzer, nordöstlich der Bischofwald und südöstlich die Lehmäcker.
Eine Gemeindeverbindungsstraße führt nach Triebendorf zur Kreisstraße AN 17 (2,3 km westlich) bzw. nach Lanzendorf (0,8 km südöstlich). Eine weitere Gemeindeverbindungsstraße führt über Winterhof nach Bertholdsdorf ebenfalls zur AN 17 (1,5 km südlich) bzw. nach Gaulnhofen (2,1 km nördlich).

## Geschichte
Der Ort wurde um 1200 als „Kuzschendorf“ erstmals urkundlich erwähnt. Nach E. Fechter ist das Bestimmungswort des Ortsnamens der slawische Personenname „Chotesice“ in der eingedeutschten Form „Kütscho“. K. Dunz vermutet eine Ableitung von Kiesel oder von Kitten (einem Quellengebiet). 1367 wurde es als „Kuzschendorff“ erwähnt, 1412 als „Kutschendorf“, 1531 als „Kutzschendorff“ und 1616 als „Kütschendorff“.
Ursprünglich bestand der Ort aus zwei Höfen, aus denen die späteren Anwesen hervorgegangen sind. Um 1350 waren die Burggrafschaft Nürnberg und der Nürnberger Bürger Hermann Rosenhart Grundbesitzer im Ort. 1375 veräußerte Hermann Rosenhart seinen Besitz an das Schwabacher Spital. Der Hauptmannschaft Hergersbach der Reichsstadt Nürnberg unterstand 1529 eine Untertansfamilie im Ort.
Laut des 16-Punkte-Berichts des Oberamts Windsbach aus dem Jahr 1608 gab es in Kitschendorf 5 Mannschaften. 1 Hof und 3 Güter gehörten dem Spital Schwabach und 1 Hof der Reichsstadt Nürnberg. Außerdem gab es ein Gemeindehirtenhaus. Das Hochgericht übte das brandenburg-ansbachische Kasten- und Stadtvogteiamt Windsbach aus.
In der Amtsbeschreibung des Pflegamtes Lichtenau aus dem Jahr 1748 wurden für den Ort sechs Untertansfamilien angegeben, wovon eine dem Pflegamt unterstand und fünf anderen Grundherren.
Gegen Ende des 18. Jahrhunderts gab es in Kitschendorf 6 Anwesen und ein Gemeindehirtenhaus. Das Hochgericht übte weiterhin das Kasten- und Stadtvogteiamt Windsbach aus, die Dorf- und Gemeindeherrschaft hatte das Kastenamt Schwabach. Grundherren waren das Fürstentum Ansbach (Kastenamt Schwabach: 1 Haus; Spitalstiftung Schwabach: 1 Hof, 2 Güter, 1 Gütlein) und das St.-Klara-Klosteramt der Reichsstadt Nürnberg (1 Hof). Von 1797 bis 1808 unterstand der Ort dem Justiz- und Kammeramt Windsbach.
Im Rahmen des Gemeindeedikts wurde Kitschendorf dem 1808 gebildeten Steuerdistrikt Bertholdsdorf und der 1810 gegründeten Ruralgemeinde Bertholdsdorf zugeordnet.
Im Jahre 1967 errichteten die Dorfbewohner ein Feuerwehrhaus mit einer Glockenstube.
Am 1. Mai 1978 wurde Kitschendorf im Zuge der Gebietsreform in Bayern nach Windsbach eingemeindet.

### Bodendenkmäler
- Ein Teil des Ortes steht auf einem frühmittelalterlichen Gräberfeld.
- 400 Meter westlich gibt es ein historisches Erdwerk, die genaue Zeitstellung ist nicht bekannt.
- 900 Meter südwestlich gab es eine Grabhügelgruppe vorgeschichtlicher Zeitstellung.

### Einwohnerentwicklung
| Jahr      | 001818 | 001840 | 001861 | 001871 | 001885 | 001900 | 001925 | 001950 | 001961 | 001970 | 001987 |
| Einwohner | 47     | 50     | 80     | 70     | 67     | 52     | 63     | 91     | 75     | 91     | 95     |
| Häuser    | 10     | 10     |        |        | 12     | 12     | 12     | 14     | 15     |        | 18     |
| Quelle    | [ 21 ] | [ 22 ] | [ 23 ] | [ 24 ] | [ 25 ] | [ 26 ] | [ 27 ] | [ 28 ] | [ 29 ] | [ 30 ] | [ 1 ]  |

## Religion
Der Ort ist seit der Reformation evangelisch-lutherisch geprägt und nach St. Georg (Bertholdsdorf) gepfarrt. Die Einwohner römisch-katholischer Konfession sind nach St. Vitus (Veitsaurach) gepfarrt.